# Trafiklegeplads
En trafiklegeplads eller færdselsskole er en slags legeplads, hvor børn kan lære at begå sig i trafikken. De kan findes som del af forlystelsesparker, i offentlige parker, selvstændigt eller hos skoler og institutioner.
Børn indenfor visse aldersgrænser benytter cykler, pedaldrevne go-karts eller små elektriske "biler" til at bevæge sig rundt på vejene, hvor de skal overholde færdselsloven. Typisk er trafiklegepladsen udformet som et lille netværk af veje og stier, hvor veje og færdselstavler er udformet i formindsket format, så de passer til køretøjerne. Mange steder har også lyssignaler, mens der alt efter de lokale forhold også kan være cykelstier, fortove eller "færdselspoliti". 
En af intentionerne med trafiklegepladser er at fremme opmærksomheden omkring trafiksikkerhed hos børn i skolealderen. Mange trafiklegepladser giver børn mulighed for at lære typiske situationer som krydsende veje, lysregulerede kryds og hensyn til andre trafikanter men vel at mærke i et afgrænset kontrolleret område uden biler og andre motorkøretøjer.
Trafiklegepladser kan findes i både Asien, Europa og Nordamerika. I Asien og Europa benytter man typisk pedaldrevne køretøjer, mens man i USA og Canada benytter cykler og små elektriske "biler"